# Joseph Grasset
Joseph Grasset (18 martie 1849 - 7 iulie 1918) a fost un medic neurolog și cercetător parapsiholog francez, născut la Montpellier.
El a obținut licența în medicină (1873) la Montpellier, unde, în 1881, a devenit un profesor de terapie. În 1886 el a fost ales șef al catedrei de medicina clinică și în 1909 a fost numit șef al catedrei de patologie generală.
Grasset a fost implicat în fiecare aspect al medicinii interne, dar interesul său principal  îl reprezentau bolile sistemului nervos. Numele lui este asociat cu „legea Grasset”, o stare în care un pacient cu hemipareză culcat pe spate poate ridica câte un picior separat, dar este incapabil să ridice ambele picioare împreună. Acest fenomen este explicat în tratatul său Diagnostic des maladies de la moëlle (1899).
El a realizat studii în domeniul psihiatriei, publicând cartea Demi-fous et Demi-responsables (Seminebuni și semiresponsabili) în 1907, și a cercetat, de asemenea, activitatea paranormală, publicând lucrări cu titluri precum Le spiritisme devant la science (1904) și L'occultisme hier et aujourd 'aujourd' hui (1907).

## Lucrări publicate (selectiv)
- The diagnosis of diseases of the cord (Michigan: George Warr, 1901).
- The semi-insane and the semi-responsible (New York : Funk and Wagnalls, 1907).
- The marvels beyond science : (L'occultisme hier et aujourd'hui; le merveilleux préscientifique) (New York; Funk & Wagnalls company, 1910)